# Poesía de Afganistán

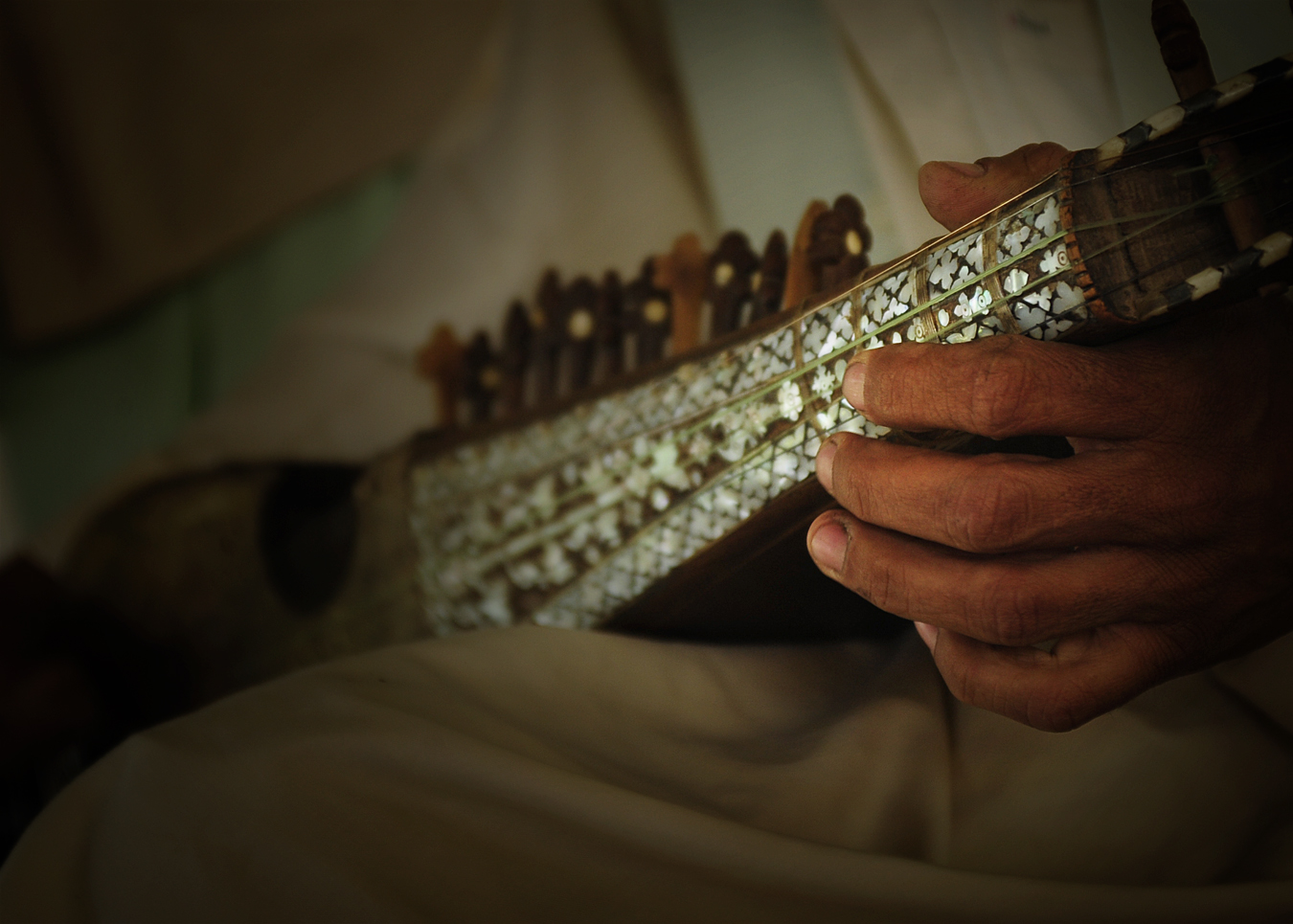
Festival de poesía en la provincia de Farah, Afganistán, el 8 de mayo de 2010.

La poesía afgana es un antiguo género literario de Afganistán. Está principalmente compuesta en pashto y persa (conocido como Dari en Afganistán). Las formas más conocidas de poesía en Afganistán son el Gazal y el Charbeiti, propios del lenguaje persa, pero han sido aplicados en otros idiomas.
El Charbeiti es recitado en cuatro versos y frecuentemente expresa amor, juventud, guerra o eventos de la vida de los poetas. Son a menudo transmitidos oralmente, lo cual induce a múltiples variaciones de un mismo poema.

## Landays
Etimológicamente, landay proviene de lansay y literalmente significa serpiente venenosa de pequeñas dimensiones.
Los landays son poemas breves que forman parte de la tradición de Afganistán, sobre todo en las mujeres afganas de la cultura pashto. Constan de dos versos de veintidós sílabas aleatorias y los temas tratan de la separación, el amor, el ingenio, el erotismo, la guerra, el llamado a las armas, el lamento, la pasión o el dolor por la tierra perdida.
De forma tradicional, los landays se narraban cantando y actualmente son un tabú pudiendo tener graves consecuencias sociales y legales por su divulgación en el país.
| Es tan amargo... Es tan cruel ver sufrir a un hijo tan amargo es, que al padre la vida desgarra... Es tanto el dolor que le causa, que los gritos enmudecen en su garganta Y espantados y ensangrentados, van a esconderse como espinas, en su alma —María Soma |

## Poetas
En Afganistán comúnmente hay dos tipos de poetas, los shair y los dumos, o lo que es lo mismo, bardos y trovadores.
Los bardos se consideran los ilustrados y los segundos son considerados como poetas populares recitando en putchú, dialecto derivado de la lengua persa e idioma del pueblo.
Cuentan que el profeta Mahoma, al oír hablar por primera vez la lengua putchú, dijo

Deben hablar afgano en el infierno
Mahoma.